# Спайка нижних холмиков
Спайка нижних холмиков четверохолмия (лат. commissura colliculi inferioris) — это тонкая полоса белого вещества, представляющего собой пучок миелинизированных нервных волокон (пучок аксонов отдельных нейронов), соединяющая между собой нижние холмики четверохолмия обоих больших полушарий головного мозга. Как и само четверохолмие, принадлежит к структурам среднего мозга. Является эволюционно одним из самых древних межполушарных соединений.